# 小港 (大字)
小港，原稱為港仔墘，是臺灣高雄市小港區的一個傳統地域名稱，也是全區大部分行政機關所在地，位於該區西北部。相較於今日行政區，其範圍大致包括小港里西北半部、港正里、港口里不含西北部邊界地帶、港南里、港墘里、港明里、港后里不含西北部邊界地帶、港興里西大半部、中厝里西南部，以及前鎮區的草衙里東南端、明義里南部凸出部分的東南端。
本地區境內主要聚落為港仔墘、集帆與（集帆嶼），設有小港國中、小港國小、港和國小。本地區東北部為高雄國際機場的一部分，其中國際線航廈位於本地區境內。

## 歷史
台灣日治初期，港子墘地區為一街庄，稱為「港仔墘庄」（舊制街庄），隸屬於鳳山下里。該庄昔日西北與佛公庄為鄰，東北及東與二苓庄為鄰，東南邊一小段與大人宮庄為界，西南邊臨打狗灣。
1901年（日治明治三十四年）11月11日，全台廢縣廳改設二十廳，該庄隸屬於鳳山廳。1904年（明治三十七年）5月3日，該庄編入「港仔墘區」，隸屬於鳳山廳。1909年（明治四十二年）10月25日，全台合併二十廳為十二廳，港仔墘區改隸屬於臺南廳。1920年（大正九年）10月1日，全台地方制度大改正，廢十二廳改設五州二廳，該庄改制並改名為「小港」大字，隸屬於高雄州鳳山郡小港庄（新制街庄）。
戰後小港庄改制為小港鄉，隸屬於高雄縣，大字亦改制為村。1950年（民國39年）10月1日，高、屏分治，小港鄉仍隸屬於高雄縣。1979年（民國68年）7月1日，省轄高雄市升格為院轄高雄市，同時將小港鄉併入成為小港區，村亦改制為里。2010年（民國99年）12月25日，高雄縣、市合併為新的院轄高雄市。

## 聚落
本地區發展較早的聚落為港仔墘、集帆與（集帆嶼），在日治初期的官方地圖上已有記載。

## 交通

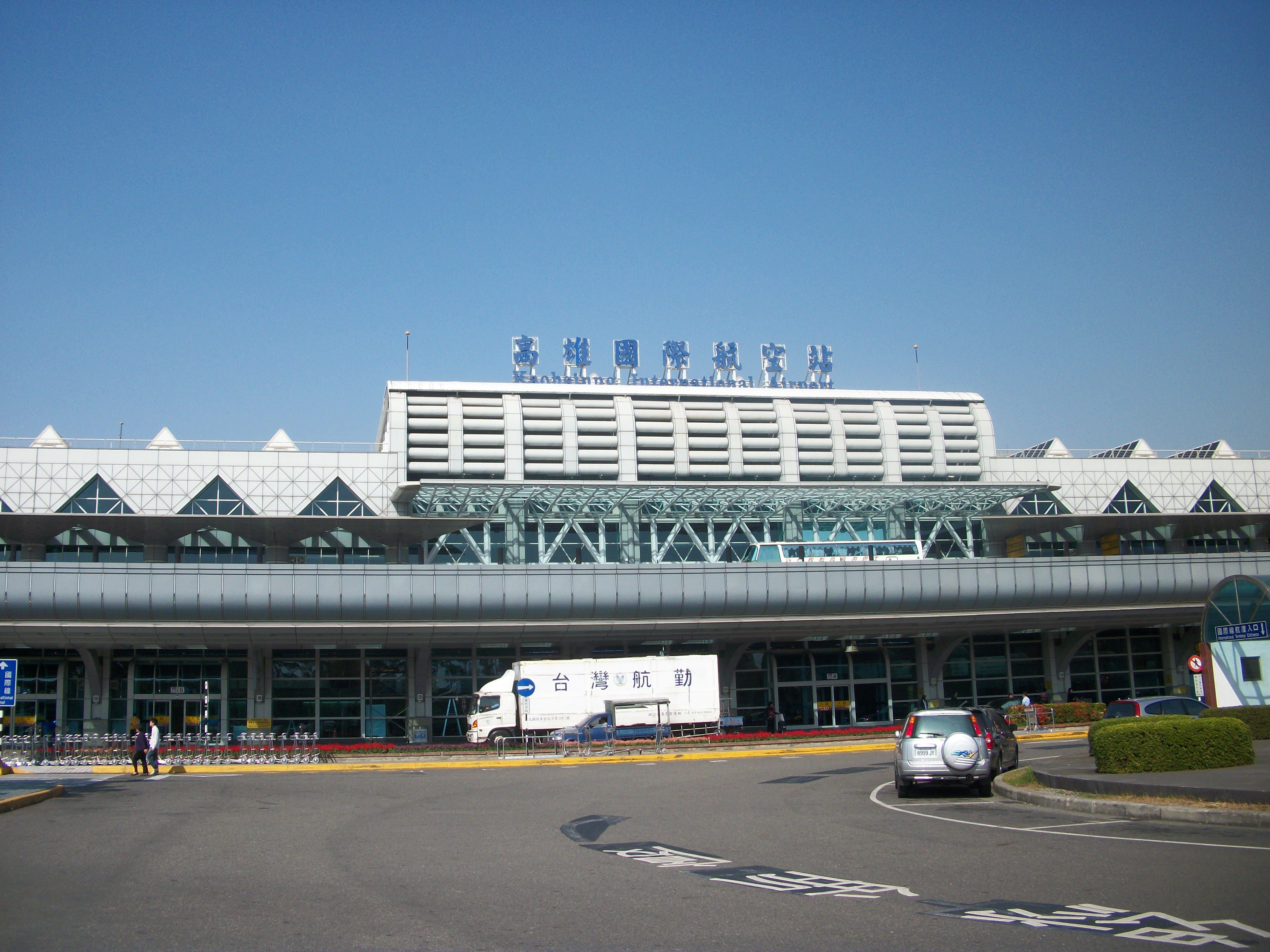
高雄國際機場國際線航廈

高雄國際機場是南台灣唯一的國際機場，範圍包括本地區的東北部，其中國際線航廈即位於本地區境內。機場航廈前方設有高雄捷運車站，可方便旅客往返市區。
高雄捷運紅線是高雄捷運系統的南北向路線，經過本地區東北部，並設有高雄國際機場站。由此可前往高雄捷運沿線各站。
省道台17線又稱「西部濱海公路」，是甲南至水底寮的幹道，經過本地區東北部。由該道路北行可前往前鎮區/鳳山區西南端、苓雅區、前金區/新興區交界地帶、前金區、三民區、鼓山區等地；南行可前往林園區、屏東縣新園鄉、東港鎮、林邊鄉等地。

## 學校
- 小港國中
- 小港國小
- 港和國小

## 公務機關
- 小港區公所（高雄市小港區行政中心大樓內）
- 高雄市小港區戶政事務所（高雄市小港區行政中心大樓內）
- 高雄市政府警察局小港分局小港派出所（與後者共構）
- 高雄市政府消防局第三大隊小港消防分隊（與前者共構）